# Karate klub Sokol (Split)
KK "Sokol" je karate klub iz Splita.

## O klubu
Karate klub "Sokol" Split osnovan je u lipnju 1985. godine. U proteklom periodu mijenjao je naziv, sjedište, dvorane za treniranje, ali po kvaliteti svojih natjecatelja i rezultatima rada uvijek je bio u samom vrhu hrvatskog karatea.
Na inicijativu Slavena Mikelića (u to vrijeme već afirmiranog natjecatelja i trenera), a uz podršku nekolicine istomišljenika, u lipnju 1985. g. u Vranjicu osniva se karate klub "Omladinac".
Iako osnovan u Vranjicu, treninzi su se od samih početaka odvijali u Splitu.
Večernji termini u dvorani O.Š. "Bratstvo i Jedinstvo" (danas O.Š. "Bol") bili su popunjeni mladim karatašima koji su svojim entuzijazmom i upornošću ponekad dočekivali i kasne noćne sate.

## Povijest kluba
Početak 1987. godine ujedno je označio i ozbiljniji pristup radu.
Klub je u to vrijeme imao 100-tinjak članova kojima se priključio i dio članova škole mladeži Splitskog karate saveza te karate kluba "Jadran".
Svakodnevnim treninzima i mukotrpnim radom došlo se do prvih rezultata. Između ostalih, na "Prvenstvu Hrvatske" u kadetskoj konkurenciji ženski kata tim osvojio je prvo mjesto, čime su cure osigurale pravo nastupa na Prvenstvu ex. Jugoslavije (što je bio znak perspektivnog početka).
1988. godine započeta je suradnja s firmom "SEM" koja je potpomogla financiranje brojnih natjecanja i turnira u predstojećem natjecateljskom periodu. Također, Klub mijenja naziv u "Sem-Omladinac".
Te godine, na Prvenstvima Hrvatske ostvareni su rezultati u svim uzrasnim kategorijama; kako u borbama, tako i u katama.
Naredna, 1989., najplodnija je godina Kluba, koji stječe status jednoga od najuspješnijih karate klubova u Hrvatskoj. Te godine karataši "Sem-Omladinca" zauzimali su mjesta na pobjedničkom prijestolju svih Prvenstava (Splita, Dalmacije, Hrvatske i ex Jugoslavije). Pored osvojenih 24 zlatnih, 16 srebrenih i 11 brončanih medalja, posebno treba istaknuti brončanu medalju Damira Pejića osvojenu na Europskom Prvenstvu u Parizu u superlakoj kategoriji. To je ujedno bila i prva medalja na Europskom Prvenstvu iz Hrvatske.
1990. godine ostvaruje se dugogodišnji san o adekvatnom prostoru za treniranje. Klubu se dodjeljuju prvi termini u S. C. Gripe - 1. dvorana za karate, gdje se i danas održavaju svi treninzi.
U posljednjem mjesecu 1990. godine, sukladno ugovoru sa sponzorom, Klub ponovno mijena naziv i sada on glasi "SEM".

## Klub kakav je danas
Međutim, počeo je Domovinski rat te svi treneri i većina članova uključuje se u sastave HV-a, MUP-a i sl.
Prestaje se s treninzima i natjecanjima sve do lipnja 1992. g. kada glavni trener Slaven Mikelić odlučuje splitski karate izvući iz zaborava te ponovno pokreće školu mladeži. Klub ujedno pronalazi i novoga sponzora te dobiva današnji naziv "Sokol".
Od toga vremena karate klub "Sokol"  Arhivirana inačica izvorne stranice od 24. kolovoza 2014. (Wayback Machine) može se pohvaliti s brojnim odličjima osvojenima na gradskim, regionalnim i nacionalnim prvenstvima te turnirima; u borbama i katama; od uzrasta cicibana do seniora. Također, i nastupima svojih članova u sastavu reprezentacija Hrvatske na Europskim i Svjetskim Prvenstvima.
Karate klub "Sokol", kroz koji je prošlo preko 4 000 mladih karataša, danas ima više od 300 članova, raspodijeljenih u 12 grupa (ovisno o uzrastu i pojasu). Treninzi se održavaju pod vodstvom 6 stručno osposobljenih i školovanih trenera.
Po mišljenju mnogih, karate klub "Sokol" najbolje je organiziran i opremljen karate klub u Hrvatskoj, a nadamo se da će ga takva reputacija nastaviti pratiti i ubuduće.[nedostaje izvor]

## Vanjske poveznice
- Karate klub "Sokol", Split  Arhivirana inačica izvorne stranice od 24. kolovoza 2014. (Wayback Machine)